# 中国作物学会
中国作物学会是中华人民共和国作物科技工作者组成的全国性、学术性、非营利性社会团体，由中国科学技术协会主管，1962年成立。